# Alsó-Fenyves-tó
A Alsó-Fenyves-tó (korábban Pribilinai-tó, szlovákul Nižné Temnosmrečinské pleso) a Fenyves-tavi-völgy (Szmrecsini-völgy) második teraszán, 1677 méteres tengerszint feletti magasságban található a Magas-Tátrában, Szlovákiában.
Neve a Fenyves-tavi-völgy (Szmrecsini-völgy) nevéből ered: smrečina (ejtsd: szmrecsina) szlovákul szó szerint fenyvest jelent. Valóban, a völgy alsó részén egy sűrű fenyveserdő található. A tó a mássalhangzó torlódással bővelkedő neve érthetetlen okból makacsul tartja magát, pedig már Kolbenheyer Károly és Kovács Pál „A Magas Tátra” című, Teschenben 1882-ben kiadott kalauza is említi a Fenyves-tó elnevezést.
A tó régi neve Pribilinai-tó volt, mivel Pribilina község határához tartozott. A zergékre vadászó lengyel vadorzók Koprowe Stawy = Kapor-tavak elnevezést használták valamikor, mivel a tavak a Kapor-völgyben a Kapor-csúcs alatt találhatók. A Szmrecsini-tavak elnevezés a 19. században honosodott meg, majd később Alsó- és Felső-Szmrecsini-tóról kezdtek beszélni.